# 弧矢七
弧矢七（英語：Epsilon Canis Majoris，拉丁文形式為ε Canis Majoris，縮寫為Epsilon CMa、ε CMa）是一對聯星。它是大犬座的第二亮星，視星等+1.50，也是亮星表中的一顆亮星。大約在470萬年前，它的視星等高達-3.99，是當時天空中最亮的恆星。依據依巴谷衛星測量的視差推算，它與太陽的距離大約是430光年。

## 名稱
拜耳賦予的名稱是ε CMa ，但國際天文學聯合會（IAU）採用的名稱是ε CMa A和ε CMa B，是源自華盛頓多星目錄在多星系統（WMC）中約定成俗的用法。
弧矢七傳統的英文名稱是Adhara（有時被拚寫成Adara、Adard、Udara或Udra），源自阿拉伯文的عذارى ‘aðāra’，意思是「處女」。在2016年，國際天文學聯合會組織下的IAU恆星名稱工作組（WGSN）
對恆星的正確名稱進行編目和標準化，決定將傳統的名稱只賦予單獨的恆星，而不是整個恆星系統 。它在2016年8月21日核定Adhara是弧矢七A的名稱，並且已列入IAU批准的恆星名稱表內。
在17世紀的埃及天文學家Al Achsasi al Mouakket編輯的《Calendarium》中，它被稱為Aoul al Adzari（أول العذاري awwal al-adhara），翻譯成拉丁文是Prima Virginum，意思是「處女之首」。同為處女之星的還有弧矢二（大犬座η星）、弧矢一（大犬座δ星）和軍市增五（大犬座ο2）。
在中國天文學中，弧矢意思是弓和箭。它與弧矢二（大犬座δ星）、弧矢一（大犬座η星）、船尾座C星、ZI674、船尾座ο星、船尾座κ星、大犬座k星和船尾座π星組成一個星官 弧矢，是瞄準天狼星的弓與箭。弧矢七的意思是這個星官的第七顆星。

### 同名
美國海軍的USS Adhara (AK-71)是以這顆恆星的英文名字命名的巨爵級貨輪。

## 物理性質
弧矢七是聯星。主星弧矢七A的視星等是+1.5等，光譜類型為B2。由於表面的溫度是22,200K，因此，它的顏色是藍色或藍白色。它發出的總輻射相當於太陽的38,700倍。這顆恆星也是夜空中最著名的超紫外線源。它是使太陽附近星際氣體的氫原子產生電離的最強光子源，對於本地星際雲的電離狀態非常重要。
伴星弧矢七B的視星等為 +7.5等（絕對星等 +1.9），距離主星7.5" ，相對於主星的位置角為161° 。儘管相對的角距離大，但因為主星比伴星亮約250倍，還是需要大望遠鏡才能分辨出來。
在數百萬年前，弧矢七與太陽的距離比現在近很多，導致它是當時夜空中最明亮的恆星。大約在470萬年前，它距離太陽只有34光年，視星等為 -3.99等，是天空中最亮的恆星。因為至少在500萬年內不會有其它恆星能如此明亮，弧矢七是歷史上最明亮的恆星。

## 文化
弧矢七也出現在巴西國旗上面，象徵著巴西中部的托坎廷斯州。